# Mantispa salana
Mantispa salana is een insect uit de familie van de Mantispidae, die tot de orde netvleugeligen (Neuroptera) behoort. 
Mantispa salana is voor het eerst wetenschappelijk beschreven door Navás in 1931.